# Acontia tropica
Acontia tropica är en fjärilsart som beskrevs av Achille Guenée 1852. Acontia tropica ingår i släktet Acontia och familjen nattflyn. Inga underarter finns listade i Catalogue of Life.